# واوسو
واوسو (ويسكونسن) (بالإنجليزية: Wausau, Wisconsin)‏ هي مدينة، third-class city و مقر المقاطعة تقع في الولايات المتحدة في مقاطعة ماراثون. يقدر عدد سكانها بـ 39,106 نسمة ومساحتها 51.90 كم2 وترتفع عن سطح البحر 367.9 متر.

## التركيبة السكانية
قام مكتب تعداد الولايات المتحدة بتحديد بيانات التركيبة السكانية لواوسوفي تعداد الولايات المتحدة. في ما يلي، التركيبة السكانية حسب تعدادي 2000 و2010.

### تعداد عام 2000
بلغ عدد سكان واسا 636 نسمة بحسب تعداد عام 2000، وبلغ عدد الأسر 276 أسرة وعدد العائلات 171 عائلة مقيمة في القرية. في حين سجلت الكثافة السكانية 1,209.4 نسمة لكل ميل مربع (467.0/كم2). وبلغ عدد الوحدات السكنية 301 وحدة بمتوسط كثافة قدره 572.4 نسمة لكل ميل مربع (221.0/كم2).
وتوزع التركيب العرقي للقرية بنسبة 98.90% من البيض و 0.16% من الأمريكيين الأصليين و 0.16% من الأمريكيين ذوي الأصول الآسيوية و 0.47% من الأمريكيين الأفارقة و 0.31% من عرقين مختلطين أو أكثر.
بلغ عدد الأسر 276 أسرة كانت نسبة 24.6% منها لديها أطفال تحت سن الثامنة عشر تعيش معهم، وبلغت نسبة الأزواج القاطنين مع بعضهم البعض 57.6% من أصل المجموع الكلي للأسر، ونسبة 4.0% من الأسر كان لديها معيلات من الإناث دون وجود شريك، وكانت نسبة 38.0% من غير العائلات. تألفت نسبة 37.0% من أصل جميع الأسر من أفراد ونسبة 26.1% كانوا يعيش معهم شخص وحيد يبلغ من العمر 65 عاماً فما فوق. وبلغ متوسط حجم الأسرة المعيشية 2.82، أما متوسط حجم العائلات فبلغ 2.15.
بلغ العمر الوسطي للسكان 48 عاماً. وكانت نسبة 21.7% من القاطنين تحت سن الثامنة عشر، وكانت نسبة 4.4% بين الثامنة عشر والأربعة وعشرون عاماً، ونسبة 19.2% كانت واقعةً في الفئة العمرية ما بين الخامسة والعشرون حتى والأربعة وأربعون عاماً، ونسبة 20.4% كانت ما بين الخامسة والأربعون حتى الرابعة والستون، ونسبة 34.3% كانت ضمن فئة الخامسة والستون عاماً فما فوق. يوجد لكل 100 أنثى 90.4 ذكر، ويوجد لكل 100 أنثى في الثامنة عشر من عمرها فما فوق 83.8 ذكر.
بلغ متوسط دخل الأسرة في القرية 28,929 دولار، أما متوسط دخل العائلة فبلغ 36,477 دولار. وكان متوسط دخل الذكور 27,000 دولار مقابل 15,313 دولار للإناث. وسجل دخل الفرد الخاص بالقرية 15,487 دولار. وكانت نسبة 4.8% من العائلات ونسبة 8.1% من السكان تحت خط الفقر، وكان من هؤلاء نسبة 13.7% تحت سن الثامنة عشر ونسبة 7.6% في الخامسة والستين من العمر وما فوق.

### تعداد عام 2010
بلغ عدد سكان واوسو 39,106 نسمة بحسب تعداد عام 2010، وبلغ عدد الأسر 16,487 أسرة وعدد العائلات 9,415 عائلة مقيمة في المدينة. في حين سجلت الكثافة السكانية 2,082.3 نسمة لكل ميل مربع (804.0/كم2). وبلغ عدد الوحدات السكنية 18,154 وحدة بمتوسط كثافة قدره 966.7 لكل ميل مربع (373.2/كم2).
وتوزع التركيب العرقي للمدينة بنسبة 83.7% من البيض و 0.8% من الأمريكيين الأصليين و 11.1% من الأمريكيين ذوي الأصول الآسيوية و 1.4% من الأمريكيين الأفارقة و 2.3% من عرقين مختلطين أو أكثر.
بلغ عدد الأسر 16,487 أسرة كانت نسبة 28.1% منها لديها أطفال تحت سن الثامنة عشر تعيش معهم، وبلغت نسبة الأزواج القاطنين مع بعضهم البعض 40.7% من أصل المجموع الكلي للأسر، ونسبة 11.5% من الأسر كان لديها معيلات من الإناث دون وجود شريك، بينما كانت نسبة 4.9% من الأسر لديها معيلون من الذكور دون وجود شريكة وكانت نسبة 42.9% من غير العائلات. تألفت نسبة 35.4% من أصل جميع الأسر من أفراد ونسبة 13.1% كانوا يعيش معهم شخص وحيد يبلغ من العمر 65 عاماً فما فوق. وبلغ متوسط حجم الأسرة المعيشية 3.02، أما متوسط حجم العائلات فبلغ 2.31.
بلغ العمر الوسطي للسكان 36.8 عاماً. وكانت نسبة 23.5% من القاطنين تحت سن الثامنة عشر، وكانت نسبة 10% بين الثامنة عشر والأربعة وعشرون عاماً، ونسبة 25.9% كانت واقعةً في الفئة العمرية ما بين الخامسة والعشرون حتى والأربعة وأربعون عاماً، ونسبة 24.7% كانت ما بين الخامسة والأربعون حتى الرابعة والستون، ونسبة 15.7% كانت ضمن فئة الخامسة والستون عاماً فما فوق. وتوزع التركيب الجنسي للسكان بنسبة 49.1% ذكور و50.9% إناث.